# Maria d'Avesnes, contessa di Blois
Maria d'Avesnes in francese: Marie d'Avesnes (dopo il 1200 – dopo il 12 aprile 1241) fu signora di Châtillon e contessa consorte di Saint-Pol, dal 1226 e contessa di Blois e di Châteaudun dal 1230 alla sua morte.

## Origine
Secondo la Ex Gisleberti Montesis Hannoniae Chronicon, Maria era la figlia del Signore d'Avesnes, di Leuze dì Condé, di Guise, di Landrechies e Trélon, Gualtiero d'Avesnes e della reggente della contea di Borgogna e poi contessa di Blois e di Châteaudun, Margherita di Blois, che, come ci viene confermato da due documenti degli Archives de la Maison-Dieu de Châteaudun: il n° XXV ed il n° XXXII, era figlia del conte di Blois, Châteaudun, Chartres e Provins, Tebaldo V di Blois e di Alice di Francia, che, sia secondo il cronista e monaco benedettino inglese, Matteo di Parigi, che secondo la Chronica Albrici Monachi Trium Fontium, era la figlia secondogenita di Luigi VII, detto il Giovane, re di Francia, e della duchessa d'Aquitania e Guascogna e contessa di Poitiers, Eleonora d'Aquitania, che, ancora secondo la Chronica Albrici Monachi Trium Fontium, era la figlia primogenita del duca di Aquitania, duca di Guascogna e conte di Poitiers, Guglielmo X il Tolosano e della sua prima moglie, Aénor di Châtellerault († dopo il 1130), figlia del visconte Americo I di Châtellerault e della Maubergeon, che al momento della sua nascita era l'amante di suo nonno Guglielmo IX il Trovatore.
Secondo la Chronica Albrici Monachi Trium Fontium, Gualtiero d'Avesnes era il figlio primogenito di Giacomo Signore d'Avesnes, di Leuze e dì Condé e, come ci viene confermato dal Ex Gisleberti Montesis Hannoniae Chronicon, della moglie, Adelina di Guisa, che era figlia di Burcardo, signore di Guise.

## Biografia
Suo padre era al suo primo matrimonio, mentre sua madre, Margherita, era al suo terzo matrimonio: in prime nozze aveva sposato Ugo di Oisy, visconte di Meaux e signore di Montmirail, e, dopo essere rimasta vedova, nel 1189, Margherita, nel 1190, come ci viene confermato dal Historiens occidentaux II, Historia Rerum in partibus transmarinis gestarum ("L'estoire de Eracles Empereur et la conqueste de la terre d'Outremer"), Continuator, si era sposata, in seconde nozze, con Ottone Hohenstaufen, il quarto figlio maschio del re di Germania e imperatore del Sacro Romano Impero, Federico Barbarossa e della contessa di Borgogna, Beatrice di Borgogna, come ci viene ancora confermato dal Historiens occidentaux II, Historia Rerum in partibus transmarinis gestarum ("L'estoire de Eracles Empereur et la conqueste de la terre d'Outremer"), Continuator, che lo cita come terzogenito ancora in vita.
Maria aveva due sorellastre, nate dal secondo matrimonio della madre: Giovanna e Beatrice, ambedue in minor età, per cui la madre divenne reggente della contea di Borgogna; la sua sorellastra, la contessa di Borgogna, Giovanna I, morì nel 1205, all'età di circa 14 anni e la secondogenita, Beatrice, le succedette come Beatrice II, sempre sotto la tutela della madre, Margherita di Blois, sino al 1208, quando Beatrice, come ci conferma il Monacho Novi Monasterii Hoiensis Interpolata sposò il duca d'Andechs e di Merania Ottone I, che condivise con lei le responsabilità del governo della contea di Borgogna, divenendo il conte Ottone II di Borgogna.
Nel 1218, alla morte del cugino, il Conte di Blois, Tebaldo VI, sua madre, Margherita gli succedette, come Contessa di Blois e Châteaudun.
Nel mese di aprile del 1226, Maria, come ci viene confermato dal Ex Gisleberti Montesis Hannoniae Chroniconsposò il signore di Châtillon, Ugo di Châtillon, che, secondo il Dictionnaire de la noblesse era il figlio secondogenito del signore di Châtillon e Siniscalco del Ducato di Borgogna, Gaucher III de Châtillon ( † 1219) e della contessa di Saint-Pol, Elisabetta, che era figlia del conte di Saint-Pol, Ugo IV di Campdavaine e della moglie (come conferma la Chronica Albrici Monachi Trium Fontium), Yolanda di Hainaut, figlia del conte d'Hainaut, Baldovino IV.
Suo marito, Ugo, alla morte del fratello, Guido II di Châtillon, nell'agosto 1226, gli succedette come conte di Saint-Pol.
Sua madre, Margherita, morì il 12 luglio 1230, come ci viene confermato dal Obituaires de la province de Sens, Tome 1.
Maria le succedette come contessa di Blois.
Non si conosce la data esatta della morte di Maria. Il 12 aprile del 1241, fece testamento lasciando al marito, il governo della contea di Blois, come ci viene confermato dal documento n° 2902 del Layettes du Trésor des Chartes II; secondo la SOCIÉTÉ ACADÉMIQ~ DE SAINT-QUENTIN, Maria morì nel 1241.
Alla sua morte, nella contea di Blois, le succedette il figlio primogenito, Giovanni, sotto la tutela del marito, Ugo.

## Discendenza
Maria a Ugo diede quattro figli:
- Giovanni ( † 28 giugno 1279), conte di Blois[21]
- Guido ( † 1289), conte di Saint Pol[23], padre di Ugo II di Blois-Châtillon
- Gaucher ( † 1261), signore di Crécy e Crèvecœur[21]
- Ugo ( † 1255), senza eredi[21].

### Fonti primarie
- (LA)  Monumenta Germaniae Historica, Scriptores, tomus XXIII.
- (LA)  Obituaires de la province de Sens. Tome 1 / Tome 1 / Partie 1.
- (LA)  Recueil de chartes et documents de Saint-Martin-des-Champs, tome III.
- (LA)  Archives de la Maison-Dieu de Châteaudun.
- (LA)  Recueil des historiens des Gaules et de la France. Tome 13.
- (LA)  Layettes du trésor des chartes : de l'année 1224 à l'année 1246.
- (FR)  Grande chronique de Mathieu de Paris, tomus VIII.
- (FR)  Recueil des historiens des croisades. Historiens occidentaux. Tome II.

### Letteratura storiografica
- (FR)  SOCIÉTÉ ACADÉMIQ~ DE SAINT-QUENTIN.
- (FR)  Dictionnaire de la noblesse.
- (FR)  Histoire de la maison de Chastillon-sur-Marne.